# Port autonome de Sihanoukville
Le Port autonome de Sihanoukville (en khmer : កំពង់ផែស្វយ័តក្រុងព្រះសីហនុ ; PAS) est une agence gouvernementale et une société d’État du Cambodge et de Sihanoukville qui exploite et gouverne le seul port en eau profonde du pays à Sihanoukville, sur la baie de Kampong Som du golfe de Thaïlande, au sud-ouest du Cambodge. Le port a été inauguré en 1960 alors que la construction des quatre postes d’amarrage de l’ancienne jetée avait commencé en 1955,.
Depuis, le port n’a cessé d’être agrandi. Plusieurs postes d’amarrage, un terminal à conteneurs, un terminal pétrolier et une usine de traitement des effluents industriels ont été ajoutés. Il y a neuf places disponibles pour les navires de taille moyenne avec un tirant d'eau maximal de 8,5 m. La longueur totale des postes d’amarrage est de 1330 m et la variation de la marée est de 1,4 m. Le tablier de la jetée d’origine posée en 1958 se composait de 137 poutres en béton précontraint, chacune de 35 m de long et pesant environ 90 tonnes. Les poutres ont été assemblées sur place et se sont avérées très difficiles à manœuvrer. Une petite voie ferrée a été construite pour transporter les poutres depuis le site d’assemblage.
Afin de faire face à l’augmentation du débit de marchandises, le gouvernement cambodgien avait construit en 1966 un nouveau quai de 350 m de long avec un tirant d’eau maximal de 10,5 m. À l’heure actuelle, ce nouveau quai peut accueillir trois navires d’un tirant d’eau de 7 m.
La construction du terminal à conteneurs, de 400 m de longueur sur 10,5 m de profondeur, et d’un parc à conteneurs de 6,5 ha (16 acres) a été achevée en mars 2007.
Le conseil d'administration du PAS est nommé par divers ministères. Le port emploie actuellement plus de 1000 personnes. En 2003, le PAS a acquis les 70 % restants du port sec de CWT au Cambodge, près de Phnom Penh. En plus de la part de 30 % déjà détenue, le port autonome de Sihanoukville, propriété de l’État, est devenu l’unique propriétaire du port sec. Le port est devenu une société cotée en bourse en juin 2017.

## Histoire
Avant et pendant la période du protectorat français, il n’existait aucun port en eau profonde pour gérer le commerce maritime international. Le petit port du fleuve Tonlé Sap près de Phnom Penh n’avait pas de capacités suffisantes, car il accueillait seulement des navires allant jusqu’à 3000 tonnes pendant la saison sèche et 4000 tonnes pendant la saison humide. Kampot était le seul port maritime du Cambodge, sur la rivière Tuk Chhou à environ 5 km à l’intérieur des terres, qui n’était pas accessible aux navires en eau profonde. L’administration coloniale française préférait utiliser Saigon pour le commerce international et le Mékong pour la distribution. Ainsi, l’accès du Cambodge au commerce de haute mer se faisait par le Mékong, ce qui nécessitait un passage par le territoire vietnamien. L’indépendance du Vietnam et du Cambodge vis-à-vis de la France en 1953 a mis en évidence la nécessité d’un port cambodgien en eau profonde.
Un certain nombre de sites ont d’abord été considérés comme appropriés pour la nouvelle installation, notamment Kampot, le petit avant-poste de Ream et Sre Ambel. Cependant, les eaux profondes d’un promontoire rocheux près de Koh Pos, à l’embouchure de la baie de Kampong Som, ont finalement été choisies comme site pour le premier port océanique du Cambodge.
La construction a commencé en 1955 avec un financement du gouvernement français de 12 millions de dollars américains et s’est achevée à la fin de 1959. Le port a été inauguré en avril 1960 par Louis Jacquinot, ministre d’État français.
Le premier port de plaisance, près de l’île brise-lames de Koh Preab, à Sihanoukville, est entré en service en octobre 2013.

## Trafic
En 2018, le port a réalisé des bénéfices de 8,7 millions de dollars américains, en hausse de 43 % par rapport à 2017. Il a traité 537 107 EVP, en hausse de 17 %, pour un total de 5,2 millions de tonnes.